# Минасян, Давид Юрьевич
Давид Юрьевич Минасян (арм. Դավիթ Յուրիի Մինասյան, род. 17 февраля 1974, Тбилиси) — армянский скульптор, сценограф, заслуженный художник Республики Армения (2011).

## Биография
Сын скульптора Юрия Минасяна, первого же своего наставника в художественном ремесле.
В 1992 году окончил Ереванское художественное училище, в 1998 году — Ереванский художественно-театральный институт.
В 1998—2000 гг. — художник Степанакертского театра. С 2003 года — главный художник Ереванского национального театра.
В 1998—2000 годах преподавал в Степанакертском институте декоративно-прикладного искусства, а с 2000 года — в Ереванском государственном институте театра и кино.
Постановщик спектаклей («Лучший дом» Рубена Марухяна, 2002 г., «Человек с Ла-Манша», 2006 г., премия «Артавазд» Академии наук и искусств Армении).

## Известные работы
- «Девушка и собака» (1998)
- «Горы-долины» (1998, премия «Лучшая скульптура»)
- «Московские ворота» (2004, Ереван)
- Памятник героям к/ф «Мужчины» (2007, Ереван)
- Скульптура «Забронируй своё будущее» (2012, Ереван)
- Памятник Алексею Экимяну (2012, Цахкадзор)
- Памятник Леониду Енгибаряну (2012, Цахкадзор)[1]
- Памятник Сосу Саргсяну (2014, Степанаван)[2]
- Памятник Айрапету Хачатряну (Колоту), Гавар, 2015 г.
- Скульптурная группа «Запоздавшая фотография» (2015, Ереван)[3][4].
- Звучащая статуя (2016, Ереван)
- Памятник Араму Манукяну (2018, Ереван)[5]